# Laminardelle

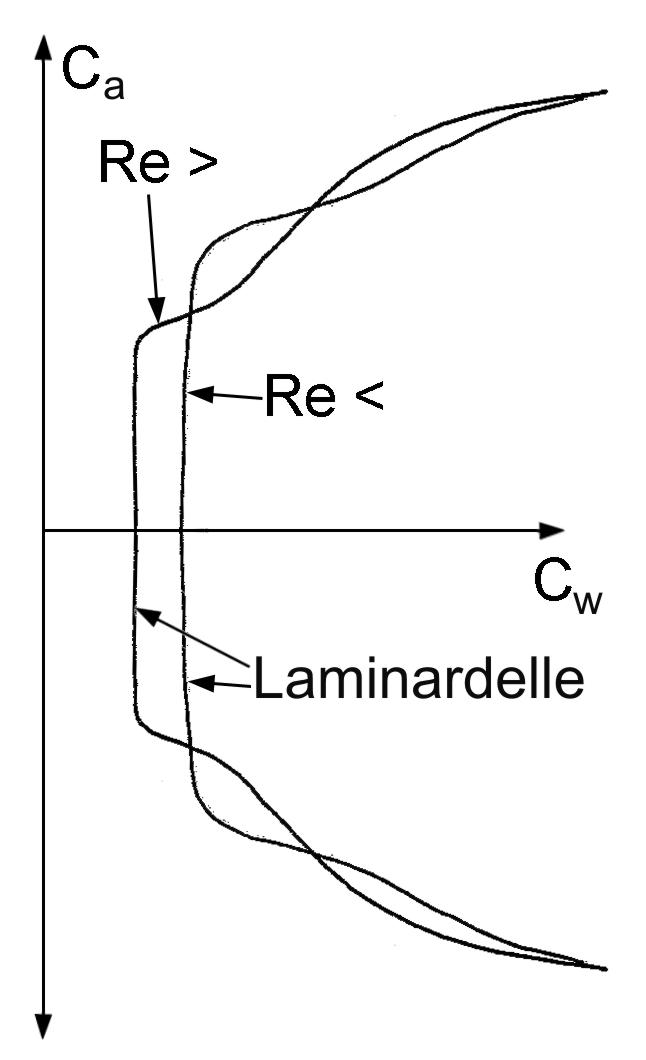
Laminardelle eines symmetrischen Profils bei verschiedenen Reynoldszahlen.

Die Laminardelle ist ein Begriff der Strömungsmechanik. Sie ist eine „Delle“ in der Lilienthalpolare mit besonders geringem Strömungswiderstand. Sie umfasst einen bestimmten Anstellwinkel- oder Auftriebsbereich, innerhalb dessen die Strömung an der Tragfläche eine besonders lange laminare Laufstrecke besitzt. Bei der Laminardelle handelt es sich nicht um eine im Profil des Flügels existierende Delle.
Die laminare Strömung kann weit hinter die halbe Flügeltiefe reichen. Bei symmetrischen Profilen liegt die Laminardelle im Anstellwinkelbereich von +/- ein paar Grad.
Mit gewölbten Profilen kann die Laminardelle zu größeren oder kleineren {\displaystyle c_{a}}-Werten verschoben werden.
Ein Laminarprofil stellt hohe Anforderungen an die Güte (Rauheit) der Oberfläche und an fertigungstechnischen Maßnahmen.